# Storia della Libia
La storia della Libia è la storia del territorio libico, dalla preistoria fino a oggi.

## Preistoria
L'odierna Libia era abitata sin dal periodo neolitico da popolazioni indigene, antenate dei berberi odierni, dedite all'allevamento dei bovini e alla coltivazione di cereali.

## Periodo egizio

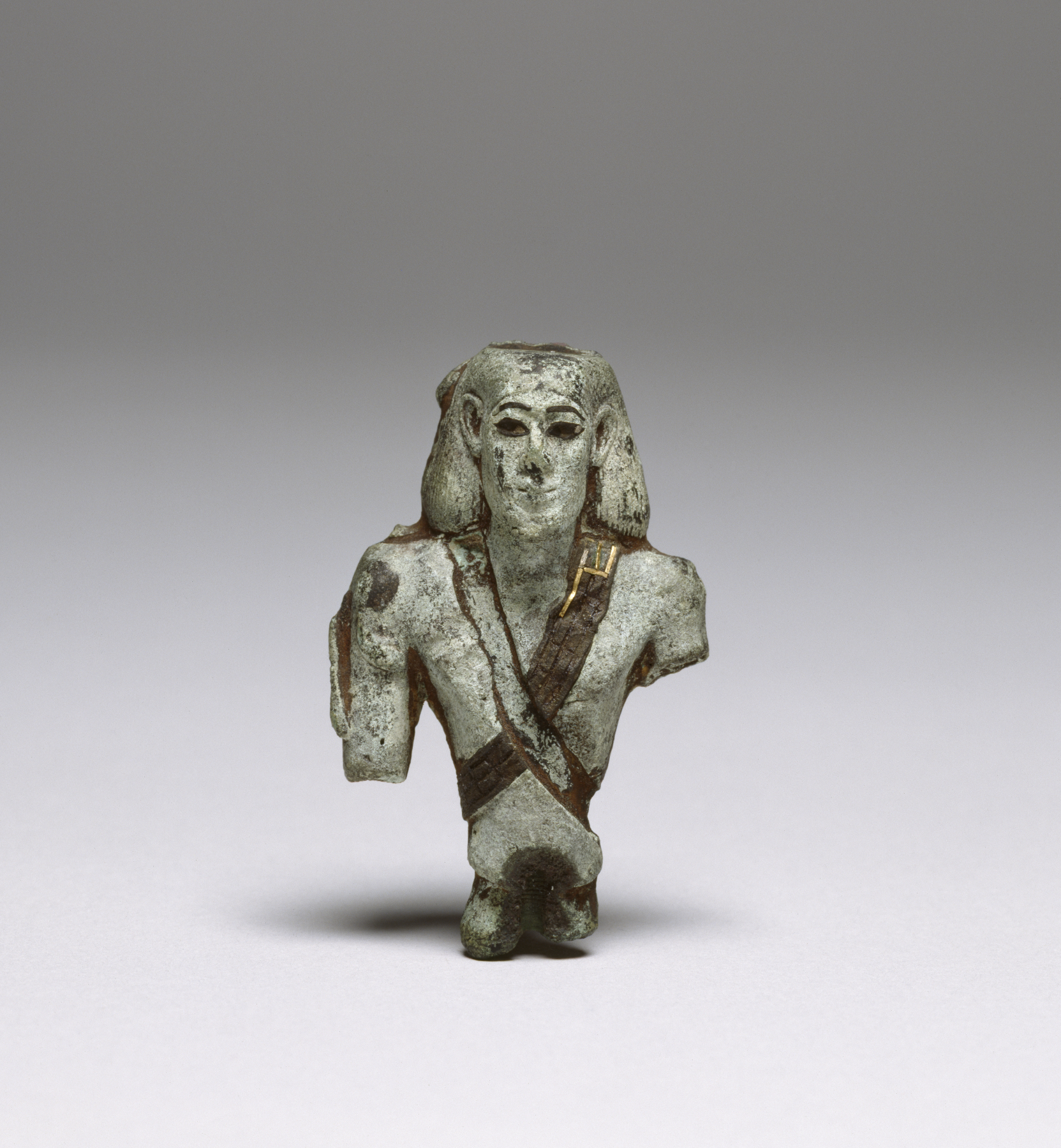
Statuetta egizia di soldato libico

Il nome Libi è già attestato nell'antico Egitto (r3 b w, reso come Ri-b-ou, La-b-u o Li-b-u) per indicare una delle principali tribù berbere stanziate ad occidente del delta del Nilo. Queste entrarono a più riprese nell'orbita egiziana nel corso dell'Antico (2700 - 2200 a.C.) e del Medio Regno (2040 - 1780 a.C.), divenendo tributarie dei Faraoni.
Durante il Nuovo Regno (1530 - 1080 a.C.), le tribù libiche alternarono periodi di contrasto con i vicini egiziani e di sottomissione, durante i quali fornirono mercenari impiegati nell'esercito e personale per l'amministrazione. Verso la fine del XIII secolo a.C., infatti, il faraone Merenptah fece erigere una stele in cui vantava di aver vittoriosamente sconfitto e respinto una grande onda d'invasione da parte dei misteriosi Popoli del Mare e dei loro alleati libici: i Libu, i Mashuash e i Kehek. Durante i regni di Sethnakht (1186 - 1184 a.C.) e di Ramesse III (1184 - 1153 a.C.), le tribù libiche vennero nuovamente sconfitte e numerosi membri deportati in Egitto come prigionieri di guerra, per servire come mercenari nell'esercito. Questi gruppi si integrarono progressivamente all'interno del sistema egiziano, fornendo un crescente numero di dignitari impiegati nell'amministrazione.
Di origine libica era probabilmente il Primo Profeta di Amon Herihor che, nel collasso statale che segnò - durante il regno di Ramesse XI - l'inizio del terzo periodo intermedio, costituì attorno al 1088 a.C. un governo di fatto su Tebe e sull'Alto Egitto, istituendo una propria dinastia regale e sacerdotale. Uno dei figli di Herihor, Hedjekheperra-setepenra divenne nel 1069 a.C. Re dell'Alto e Basso Egitto con il nome di Smendes, fondando la XXI dinastia.
Nel 945 a.C. un altro uomo di origine libica, Hedjkheperra-setepenra, discendente dalla tribù dei Mashuash, si proclamò Faraone a Bubasti con il nome di Sheshonq I. Scacciati i discendenti di Herihor da Basso Egitto e da Tebe, Sheshonq fondò la XXII (945 - 717 a.C.) e la XXIII dinastia (818 - 728 a.C.), dette dinastie libiche, che si spartirono il potere in Egitto, all'incirca nello stesso periodo, con la XXIV dinastia di Shepsesra Tefnakht, Capo dei Libu e di Gran Signore dell'Ovest.
Tutte queste dinastie vennero spazzate infine via dall'avvento della Dinastia Nubiana (780 - 656 a.C.), che a dispetto del nome era in realtà formata da discendenti libici di Herihor.

## Periodo greco-fenicio

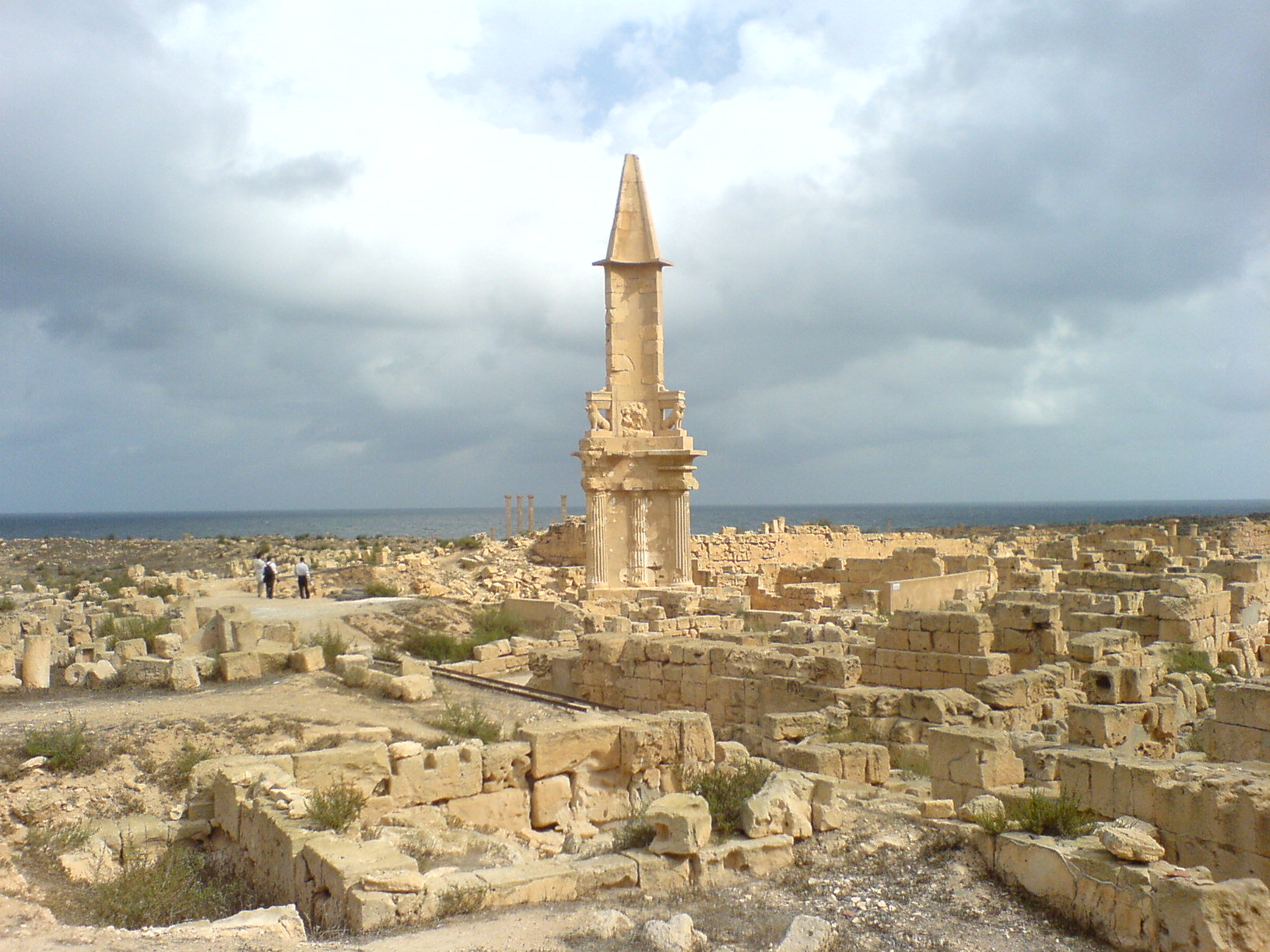
Il mausoleo di Bes, in stile punico-ellenistico (II secolo a.C.), presso Sabratha.

Tra l'XI e il VII secolo a.C. le coste del Mediterraneo occidentale vennero interessate dalla colonizzazione dei Fenici. I mercanti di Tiro, in particolare, fondarono tra la Grande e la Piccola Sirte le città di Leptis, Oea e Sabratha.
Poco più tardi anche i Greci iniziarono a fondare colonie lungo le coste ad occidente dell'Egitto: Cirene (631 a.C.), Arsinoe, Berenice (446 a.C.), Apollonia e Barce andarono così a costituire la cosiddetta Pentapoli Cirenaica.
Le colonie greche e fenicie, tuttavia, esercitavano un limitato controllo sul territorio circostante, dove rimaneva invece inalterato il dominio delle tribù berbere. Nel VI secolo a.C. tuttavia, le città fenicie caddero progressivamente nell'orbita di Cartagine, anch'essa antica colonia fenicia, che prese ad esercitare un maggior controllo sulla fascia costiera occidentale.
L'interno, desertico e praticamente privo di risorse, venne lasciato a sé stesso dai cartaginesi, consentendo, nel V secolo a.C., lo sviluppo dell'impero dei Garamanti nella regione dell'odierno Fezzan.
Nel corso del IV secolo a.C. crebbe nella Cirenaica l'influenza greca. Nel 332-331 a.C., infatti, Alessandro Magno conquistava l'Egitto, sottomettendo anche la confederazione di città greche sorte ad occidente dei suoi confini. Mentre ad occidente rimaneva saldo il controllo punico e gli interventi ellenici si limitavano a brevi incursioni, come quella del 310 a.C., quando Agatocle di Siracusa portò la guerra ai Cartaginesi sul suolo africano, stringendo alleanza con Ailymas, "re dei Libi" (τόν βασιλέα τών Λιβύων, ma più prosaicamente identificabile come sovrano dei Massili di Numidia), salvo poi sconfiggerlo ed ucciderlo in battaglia in seguito ad un improvviso rivolgimento di alleanze.
Nel corso del III secolo a.C., frantumatosi l'impero alessandrino, la Cirenaica entrò nell'orbita dell'Egitto ellenistico dei Tolomei, che vi fondarono anche la nuova città di Tolemaide.

## Periodo romano

Arco di Settimio Severo a Leptis Magna.

Dopo la definitiva conquista (e distruzione) romana di Cartagine nel 146 a.C., la Libia nord-occidentale entra a far parte del dominio romano e, poco più tardi, viene costituita come provincia col nome di Tripolitania con Leptis Magna capoluogo e importante porto commerciale della regione. Nel 96 a.C. Roma entra pacificamente in possesso anche della Cirenaica (lasciata loro in eredità dal re Apione, sovrano della cosiddetta Pentapoli cirenaica, costituita dalle città di Cirene, Teuchira-Arsinoe, Euesperide-Berenice (oggi Bengasi), Apollonia e Barce-Tolemaide) che verrà trasformata in Provincia romana un paio di decenni più tardi (74 a.C.). L'avanzata romana verso sud viene però fermata dai Garamanti.
La Cirenaica era entrata a far parte dei domini egiziani già a partire da Tolomeo I Sotere, pur staccandosene di frequente per usurpazioni e rivolte. La Cirenaica si distaccò dall'Egitto già sotto Ofella nel 322 a.C. e fu ancora indipendente sotto Magas, 301-253 a.C. e quindi sotto Demetrio il Bello, figlio di Demetrio I Poliorcete fino al 248 a.C. Nel 155 a.C. si distaccò nuovamente ad opera del futuro Tolomeo VIII, in contrasto con il proprio fratello Tolomeo VI e che, come misura di difesa preventiva, fece testamento in favore di Roma nel caso fosse morto senza eredi legittimi.
Nel 96 a.C. Tolomeo Apione, che aveva ricevuto il regno di Cirenaica nel 116 a.C. alla morte di Tolomeo VIII, del quale era forse figlio illegittimo, lo lasciò in eredità allo Stato romano. Roma tuttavia non procedette subito all'annessione, sia per la posizione periferica e il territorio limitato, che non attiravano i commercianti italici o le società di pubblicani, sia per l'impegno nella guerra sociale prima e nella guerra civile tra Mario e Silla poi. Le città della Pentapoli cirenaica (Cirene, Teuchira-Arsinoe, Euesperide-Berenice, oggi Benghazi, Apollonia e Barce-Tolemaide) furono nel frattempo sede di lotte e contrasti, sia tra loro, sia all'interno per i conflitti tra oligarchi e democratici, mentre alcune località della costa vennero sfruttate da pirati. Si ebbe un breve intervento di Lucullo (allora proconsole della provincia di Cilicia) nell'87-86 a.C., senza esiti.
Nel 74 a.C. venne istituita la nuova provincia, governata da un legato di rango pretorio (legatus pro praetore), affiancato da un questore (quaestor pro praetore) e Roma ne iniziò lo sfruttamento degli agri regi Apionis, le proprietà regie ricevute per testamento, gestite da società di pubblicani.
Durante la guerra civile tra Cesare e Pompeo la Cirenaica parteggiò per Pompeo e dopo la battaglia di Farsalo fu gravata da parte di Cesare dall'esazione di un tributo in natura, relativo alla produzione del silfio. Fu quindi assegnata a Cassio e dopo la battaglia di Filippi a Marco Antonio. Quest'ultimo, nell'ambito della sua politica orientale, l'assegnò nel 36 a.C. a Cleopatra Selene, la figlia avuta da Cleopatra e tale situazione si protrasse fino alla battaglia di Azio.
Il territorio cirenaico era caratterizzato dal contrasto tra le città costiere della Pentapoli, abitate da Greci, e i territori abitati da Libici. Le prime avevano conservato le proprie istituzioni e la propria autonomia, già riconosciuta dalla costituzione tolemaica del 248 a.C., ed erano riunite in una associazione. In alcune di esse era presente una minoranza di popolazione ebraica, che era organizzata con proprie distinte istituzioni. I tributi erano raccolti autonomamente dalle città e le società di pubblicani si occupavano piuttosto dello sfruttamento degli agri regi. I pochi cittadini romani presenti nella provincia erano organizzati in conventus civium Romanorum.
Poche furono le scorrerie delle tribù nomadi del deserto contro le città della provincia almeno nei primi due secoli. Sappiamo che al tempo dell'imperatore Domiziano (attorno all'85-86), il popolo tributario dei Nasamoni (che si trovava a sud della costa africana tra la Cirenaica e Leptis Magna) si ribellò, portando distruzione e sconfiggendo lo stesso legatus legionis della III Augusta, un certo Cneo Suellio Flacco, che era andato loro incontro. Avendo però questi ultimi trovato tra il bottino stesso della legione, oltre ai viveri anche del vino, si ubriacarono compromettendo il successo iniziale, poiché Flacco li assalì e li annientò tutti, tanto che Domiziano, esaltato da ciò, poté dire davanti al Senato: "Ho impedito ai Nasamoni di esistere". Ben più grave fu invece la rivolta giudaica che colpì in particolare Cirene al tempo di Traiano (nel 115-116).

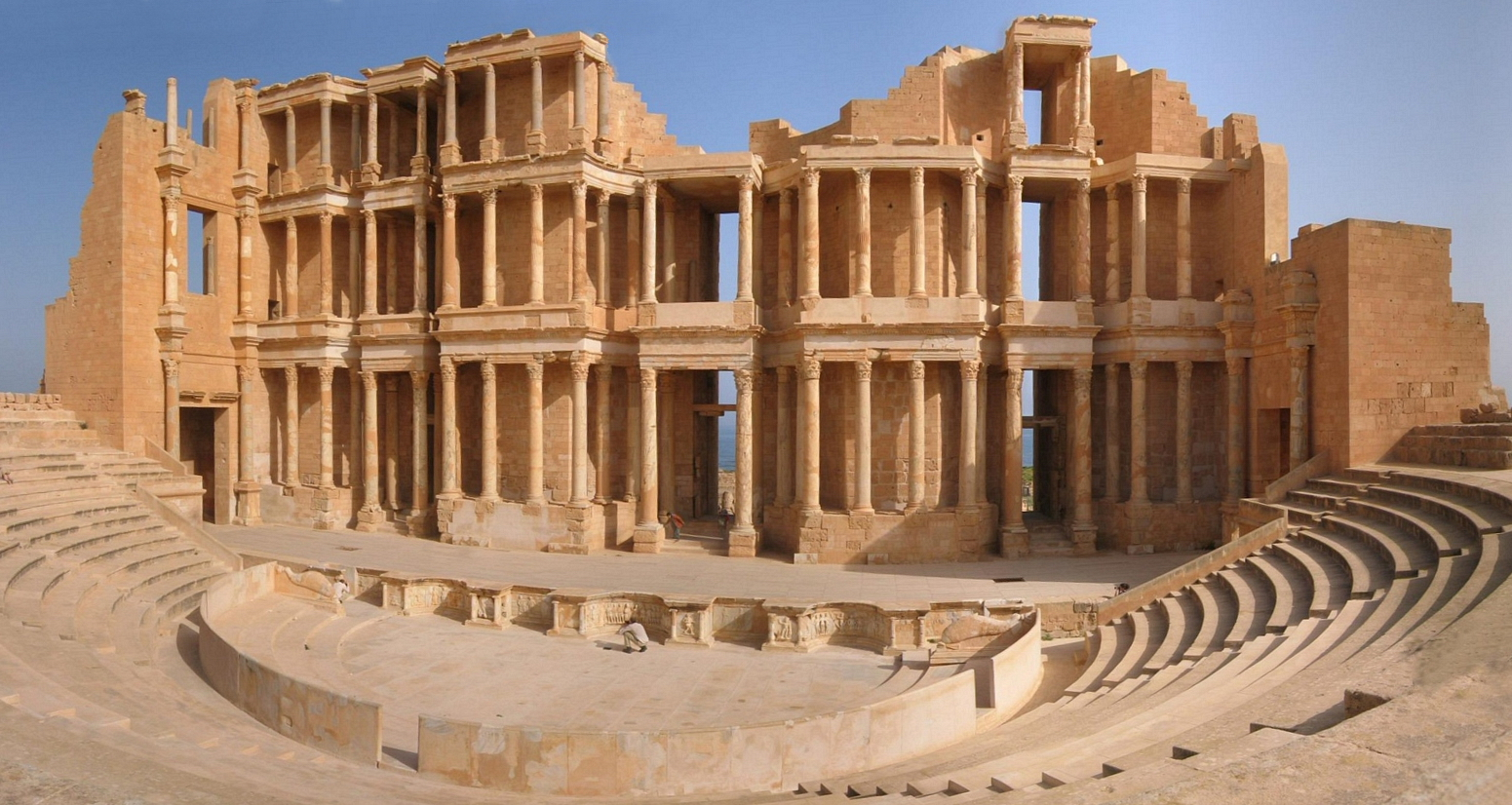
Il teatro romano di Sabratha (II-III secolo d.C.).

Con la riorganizzazione amministrativa e provinciale di Ottaviano Augusto e con gli ulteriori aggiustamenti ai confini territoriali apportati in seguito dall'imperatore Tiberio, la Tripolitania entrò a far parte della provincia senatoria, retta da un proconsole, con il nome di Africa Proconsolare (Africa Proconsularis), che comprende appunto i territori occidentali della Libia, quelli occupati oggi dalla Tunisia (ad esclusione della sua parte desertica) e la costa orientale dell'Algeria. La Cirenaica rimarrà una regione a sé stante, e verrà aggregata all'isola di Creta come provincia di Creta e Cirene. In seguito Leptis Magna divenne una delle tre maggiori città di tutto il Nordafrica, centro nevralgico e fiorente per i commerci di beni provenienti anche dall'Africa subsahariana. A Leptis nacque Settimio Severo, uno degli ultimi grandi imperatori di Roma, che contribuì molto allo sviluppo e all'abbellimento della città e dell'intera provincia. Altra città degna di nota, anch'essa come Leptis fondata dai Fenici, è Sabratha che proprio nel periodo dei Severi godette di un momento di grande prosperità.
I siti archeologici delle città romane di Leptis Magna e di Sabratha e quelli ellenici e romani della città di Cirene, sono stati annoverati tra i beni protetti dall'UNESCO qualificandoli come patrimonio dell'umanità.
Con la progressiva spartizione dell'Impero, a partire dal regno di Diocleziano (284-305), la Libia divenne territorio di spartizione tra la Pars Orientalis e Pars Occidentalis: la Tripolitania venne così inquadrata nell'occidentale Diocesi d'Africa, mentre la Cirenaica, suddivisa in Libya superior e Libya inferior, ricadevano nell'orbita dell'orientale Diocesi d'Egitto.
In quell'epoca la grande città di Leptis Magna risultava già in declino a causa dell'insabbiamento del porto, mentre nel 365 un violento terremoto devastò la Cirenaica, radendo al suolo Cirene e le altre città della Pentapoli e aprendo la strada all'invasione delle popolazioni sirtiche. Alla spartizione dell'Impero alla morte di Teodosio I nel 395 la regione risultava così in forte declino. Cirene, riferisce Ammiano Marcellino, in seguito al già citato terremoto, venne abbandonata.
Tra il 269 ed il 270 i generali di Claudio il Gotico combatterono contro la popolazione dei Marmaridi ai confini della provincia d'Africa e Cirenaica, battendoli, per poi recarsi nei territori che un tempo appartennero a Cartagine e liberarli dai ribelli. Dal 390 le due Libie subirono continue incursioni da parte delle genti berbere della regione. Nel periodo 395-410 gli Austuriani invasero la Cirenaica ripetutamente ed ancora nel 449.

## Vandali

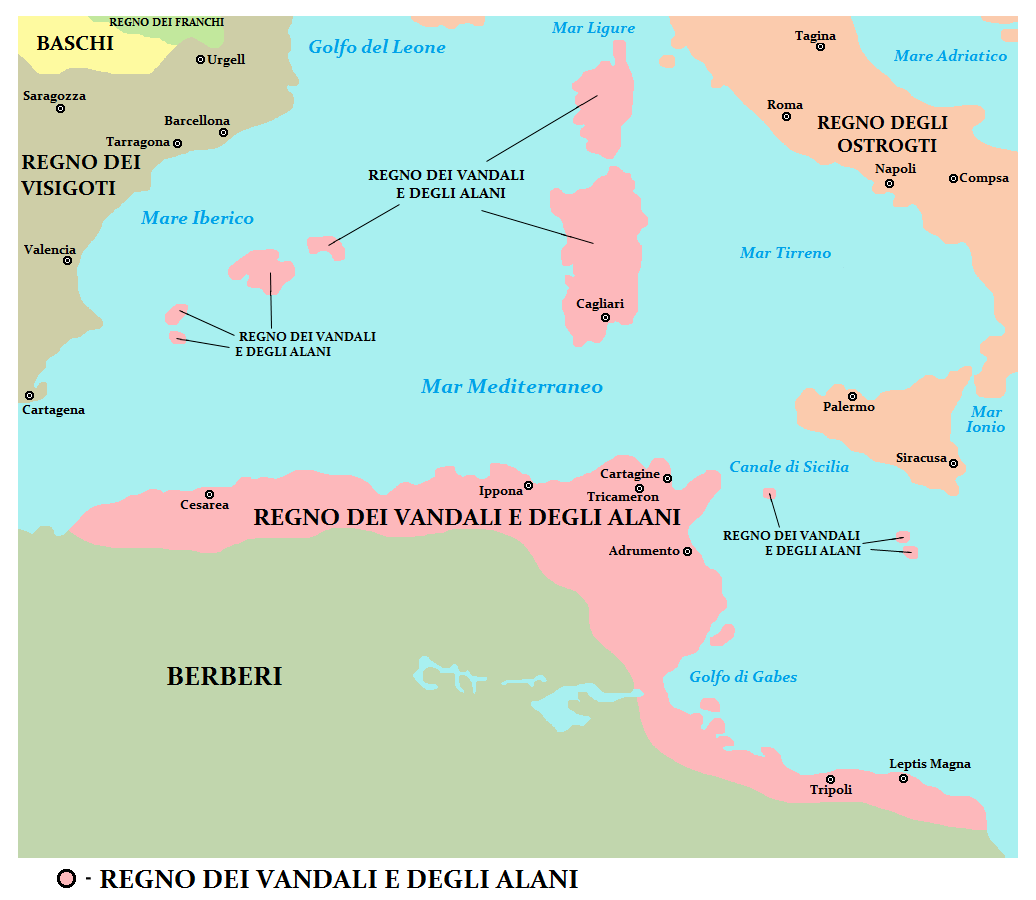
Il regno dei vandali nel 526

Nella seconda metà del V secolo, la Tripolitania venne conquistata dai Vandali di Genserico, che, provenienti dalla penisola iberica, avevano sottratto l'Africa all'Impero romano d'Occidente, resistendo ai successivi tentativi di riconquista e arrivando nel 455 al saccheggio di Roma.
I Vandali assunsero il controllo del paese come élite guerriera, di fede ariana, perseguendo una politica di rigida separazione dalla locale popolazione romano-africana e perseguitando la fede cattolica.
La conquista vandala dell'Africa nel 430 fu colpa del litigio tra il generale Ezio e il Comes Africae Bonifacio (o secondo alcuni tra Felice e Bonifacio): Ezio infatti, invidioso di Bonifacio, con un'abile mossa fece credere a Galla Placidia (reggente dell'impero in nome del figliolo Valentiniano III) che Bonifacio avesse intenzione di staccare l'Africa dall'Impero; questi sospetti sembrarono essere confermati dal fatto che Bonifacio avesse disobbedito all'ordine di Galla di tornare in Italia; Galla allora dichiarò Bonifacio nemico pubblico dell'impero e inviò degli eserciti contro di lui.
Disperato, Bonifacio si rivolse ai Vandali, chiedendo loro aiuto contro le truppe imperiali. I Vandali, comandati dal loro re Genserico, attraversarono lo stretto di Gibilterra nel 429, sottomettendo la Mauretania; a loro si unirono i Berberi e i Donatisti (una setta eretica), ostili al governo romano. Nel frattempo Galla Placidia e Bonifacio si riconciliarono grazie alla scoperta che Bonifacio si era rifiutato di recarsi in Italia non perché avesse veramente intenzione di staccare l'Africa dall'Impero ma perché aveva ricevuto una lettera da Ezio che lo avvertiva di non recarsi in Italia in quanto Galla lo avrebbe ucciso. Riconciliatosi con Galla, Bonifacio chiese ai Vandali di ritornare in Spagna ma la popolazione barbarica non aveva alcuna intenzione di abbandonare i ricchi territori d'Africa, il granaio dell'Impero, e si espansero ulteriormente. La banda di veterani che avevano marciato sotto le insegne di Bonifacio, e le nuove leve, vennero respinte con perdite considerevoli, i barbari vittoriosi saccheggiarono l'aperta campagna, e Cartagine, Cirta e Ippona, furono le uniche città che sembravano scampare all'inondazione generale. Placidia implorò l'aiuto del suo alleato orientale e la flotta italiana e l'esercito vennero rafforzati da Aspar, che salpò da Costantinopoli con un potente armamento. Non appena la forza dei due imperi fu unita sotto il comando di Bonifacio, egli marciò contro i Vandali; e la perdita di una seconda battaglia irrimediabilmente decise il destino dell'Africa. La città di Ippona venne evacuata e Bonifacio ritornò sconsolato in Italia, dove morì poco dopo ucciso in battaglia dal rivale Ezio.
Otto anni trascorsero tra l'evacuazione di Ippona alla riduzione di Cartagine. Nel mezzo di questo intervallo l'ambizioso Genserico negoziò un trattato di pace, in cui dava in ostaggio suo figlio Unnerico, e acconsentì a lasciare all'Imperatore d'Occidente il possesso delle tre Mauritanie. Questa moderazione sembra essere dovuta all'instabilità del suo regno: il trono era minacciato dalle rivendicazioni dei suoi nipoti, i figli di Gonderico, che ambivano al potere, mentre ci furono numerose sedizioni dei Mori e dei Germani, dei Donatisti e dei cattolici. Il 9 ottobre 439 Cartagine venne conquistata dai Vandali, cinquecentottantacinque anni dopo la distruzione della città e dello Stato per opera dello Scipione minore.
I Vandali divennero una potenza navale; costruirono una flotta e conquistarono Sicilia, Sardegna, Corsica, Isole Baleari, e arrivarono addirittura a saccheggiare Roma (455). Furono inutili i tentativi dei due imperi di riprendere il possesso dell'Africa: le spedizioni del 461 e del 468 furono un insuccesso. A seguito della deposizione nel 476 dell'ultimo imperatore d'Occidente, Romolo Augusto, i Vandali si rivolsero alla Libia orientale, conquistando e distruggendo Tolemaide. Il loro dominio sopravvisse indisturbato per un altro mezzo secolo, durante il quale si alternarono periodi di repressione più o meno feroce da parte dei conquistatori, fedeli all'eresia ariana, sulla popolazione non convertita.
Verso la fine del V secolo lo Stato vandalo cadde in declino, abbandonando la maggior parte dell'interno ai Mauri e ad altre tribù del deserto.
Nel 533, l'imperatore bizantino Giustiniano, deciso ad attuare la sua vasta politica di riconquista dell'Occidente, mosse guerra in Africa, sino a che, dopo un anno di lotte, l'ultimo re vandalo, Gelimero, si arrese nel 534 al generale bizantino Belisario.

## Bizantini

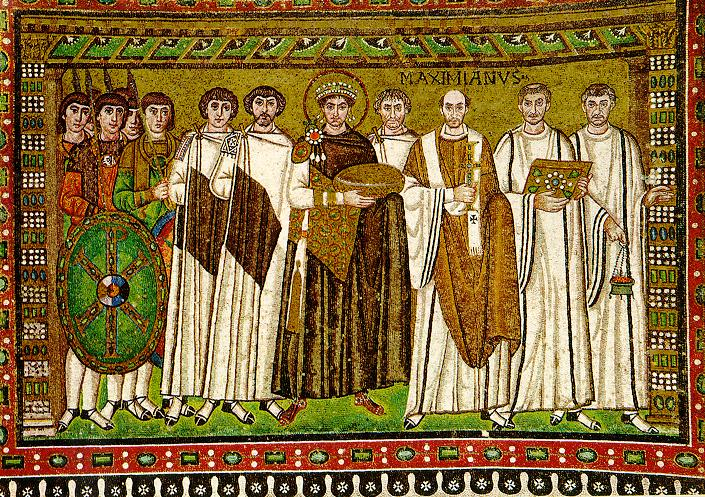
Giustiniano e la sua corte.

Nel 533, l'imperatore Giustiniano, approfittando di una disputa dinastica insorta nel regno vandalo, inviò un esercito al comando del generale Belisario, con lo scopo di riportare l'Africa sotto il dominio imperiale. Con una breve campagna militare, Belisario sconfisse i Vandali, entrò trionfalmente a Cartagine e riuscì a ristabilire il potere dell'impero romano d'Oriente sulla provincia. Immediatamente dopo la vittoria, nell'aprile 534, l'imperatore Giustiniano promulgò una legge riguardante l'organizzazione amministrativa dei nuovi territori. Le vecchie province della Diocesi d'Africa romana erano state per la maggior parte preservate dai Vandali, ma grandi parti, inclusa tutta la Mauretania Tingitana (a parte Septem), la maggior parte della Mauretania Caesariensis e grandi parti dell'entroterra della Numidia e Byzacena, erano perdute a causa delle incursioni delle tribù dei Mauri (Berberi). Giustiniano promosse il vicario a Cartagine a prefetto del pretorio, istituendo così la Prefettura del pretorio d'Africa. La prefettura era formata da sette province: di queste Zeugitana (detta anche Proconsolare, in quanto in precedenza sotto la giurisdizione di un proconsole), Byzacena e Tripolitania vennero governate da consulares; mentre le altre, cioè la Numidia, le due Mauritanie e la Sardegna vennero governate da praesides.

Conquiste di Giustiniano.

L'intento di Giustiniano fu, sostiene lo storico J.B. Bury, quello di «cancellare ogni traccia della conquista vandala, come se non ci fosse mai stata». Venne restaurato il cattolicesimo nelle nuove province e gli Ariani vennero perseguitati. Anche la proprietà terriera venne riportata allo stato preesistente alla conquista vandalica, ma la scarsità di validi titoli di proprietà dopo 100 anni di dominio vandalico furono cagione di un caos amministrativo e giuridico. A capo dell'amministrazione militare venne posto il magister militum Africae, con un subordinato magister peditum e quattro comandi regionali di frontiera (Tripolitania, Byzacena, Numidia e Mauretania) sotto il comando di un dux. Questa organizzazione venne introdotta gradualmente, poiché a quel tempo i romani erano impegnati nella lotta contro i Mauri. L'amministrazione bizantina riuscì a rintuzzare gli attacchi delle tribù berbere del deserto grazie alle gesta del magister militum Giovanni Troglita, e grazie ad una fitta rete di fortificazioni riuscì ancora una volta ad estendere il proprio dominio nell'interno.
Le province nordafricane, insieme ai possedimenti romani in Spagna, vennero riunite nell'Esarcato d'Africa dall'imperatore Maurizio. L'esarcato conobbe una certa prosperità e da qui partì la guerra civile che portò al rovesciamento del tirannico imperatore Foca da parte di Eraclio nel 610. La stabilità e prosperità della regione all'inizio del VII secolo sono evidenziate dal fatto che lo stesso Eraclio prese seriamente in considerazione, per qualche tempo, l'idea di trasferire la capitale imperiale da Costantinopoli a Cartagine.
Trovatosi, dopo il 640, a dover fronteggiare l'urto della conquista islamica, l'esarcato riuscì, pur con qualche battuta d'arresto, a tenere testa alla minaccia per qualche tempo, ma nel 698 un esercito musulmano proveniente dall'Egitto saccheggiò Cartagine e conquistò l'esarcato, mettendo fine al dominio cristiano e romano sul Nordafrica.

## Arabi

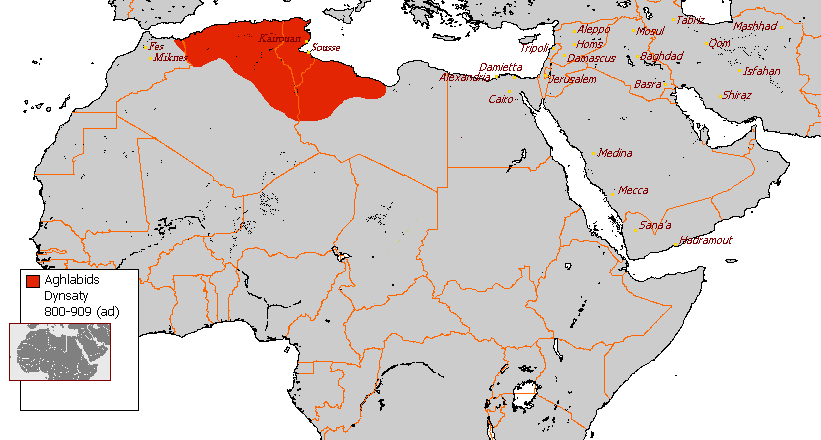
Massima espansione della dinastia aghlabide

Intorno alla metà del VII secolo gli Arabi, unificati sotto il nascente Califfato islamico, travolsero rapidamente l'Egitto, diviso dalle controversie religiose monofisite, conquistando Alessandria nel 641 e giungendo nel 643 in Cirenaica e stabilendo nel 644 il governatorato della regione nella città di Barca, rinominata insieme al territorio circostante Barqa.
Ad occidente, invece, l'Esarcato offrì un'ostinata resistenza, sostenuto dalle popolazioni autoctone, sopravvivendo sino al 698.
Dopo la fine del califfato Omayyade, sotto il califfato dell'abbaside Hārūn al-Rashīd, fu avviato nell'800 il primo esperimento di autonomia controllata, con l'assegnazione dell'Ifriqiya (che abbracciava una buona parte dell'attuale Libia, ma non la Tripolitania) all'Emiro Ibrahim ibn al-Aghlab, eponimo della dinastia Aghlabide, allo scopo di meglio combattere l'endemico insurrezionalismo religioso, economico e sociale dei locali kharigiti.
Dopo quasi un secolo di amministrazione aghlabide (la nomina dei cui Emiri era sottoposta al placet degli Abbasidi) gli Aghlabidi furono combattuti e sconfitti dal nascente movimento fatimide che riconosceva l'imamato dell'ismailita ‘Ubayd Allāh al-Mahdī, che nel 990 riuscì a costituire, dopo la battaglia di Arbus, l'Imamato fatimide. L'attuale Libia entrò così nell'orbita della nuova realtà califfale, avversaria degli Abbasidi e degli Omayyadi di al-Andalus.
La dominazione fatimide durò fino al 1135-1153 quando i Normanni di Ruggiero II, re di Sicilia, seppero approfittare dell'occasione offerta dalla seconda crociata, che teneva impegnate le forze Fatimidi sul fronte palestinese, con una serie di vittoriose spedizioni che portarono alla breve conquista dell'intera costa libica, compresa tra Tripoli e Capo Bon.
I Normanni vennero presto cacciati dagli Almohadi, i quali, soppiantati gli Almoravidi nel Nordafrica e in al-Andalus, si spinsero ad oriente sino a conquistare nel 1163 l'intera Libia. Con l'entrata in crisi dell'impero almohade nella prima metà del XIII secolo il governo dell'area libica fu progressivamente affidato ai governatori Hafsidi di Tunisi, che dal 1318 costituirono un vero e proprio regno autonomo, che sopravvisse sino alla metà del XV secolo, quando le principali città si proclamarono autonome sotto proprie dinastie, iniziando ad esercitare sempre più decisamente la guerra di corsa come fonte di arricchimento.
Nel 1510 gli spagnoli, divenuti padroni del Regno di Sicilia, invasero la Libia nel tentativo di porre un freno alla pirateria. Tripoli venne conquistata ed assegnata assieme all'isola di Malta ai Cavalieri di San Giovanni. Nel 1517, però, la Cirenaica venne conquistata dall'Impero ottomano e costituita in Vilayet. Da qui gli Ottomani mossero alla conquista della Tripolitania, avviata nel 1521 e conclusa nel 1551 con la caduta di Tripoli.

## Il dominio ottomano

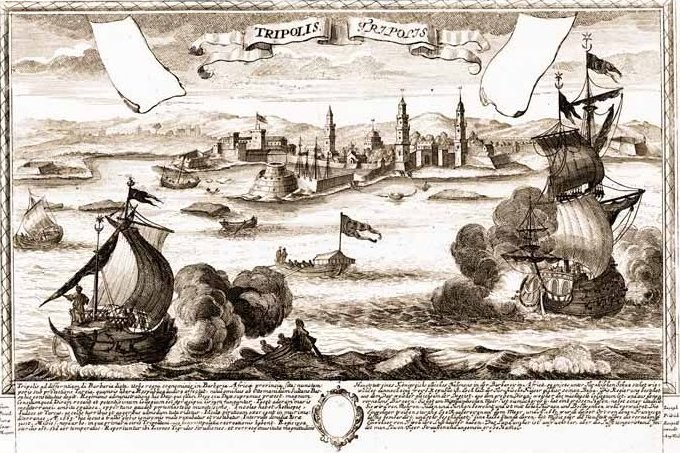
L'assedio ottomano di Tripoli nel 1551

Nel 1551 la Tripolitania passò sotto il dominio ottomano.
Nel 1711 un ufficiale dell'esercito turco, Ahmed Karamanli, si rivoltò al sultano e staccò la Libia dall'Impero ottomano, divenendo sovrano della Libia e fondando la dinastia Karamanli, che regnò sulla Libia per i successivi 124 anni. Ahmed continuò a riconoscere nominalmente la sovranità ottomana ma in realtà aveva creato uno Stato de facto indipendente. Nel corso del suo regno conquistò Fezzan e la Cirenaica. Il suo successore, Ali I (1754-1793), fu però corrotto e inefficiente e portò il paese sull'orlo della guerra civile verso la fine del secolo.

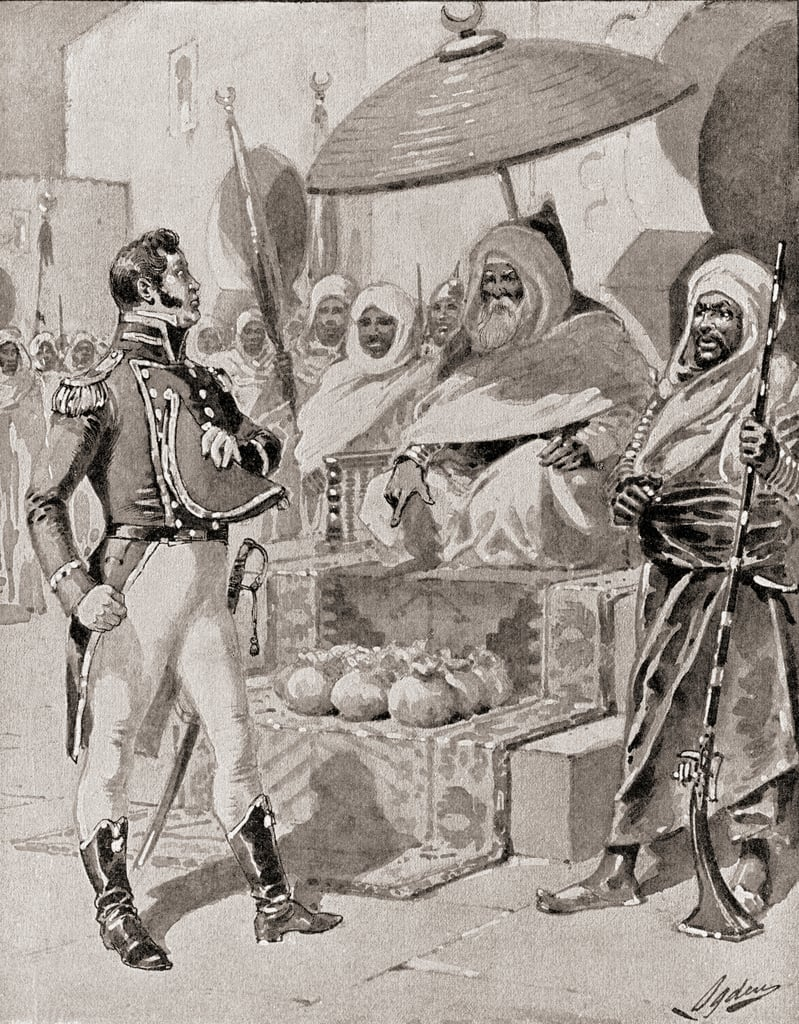
Il cap. Bainbridge paga il tributo al Dey di Tripoli

Nel 1795 uno dei tre figli di Ali, Yusuf, vinse la guerra civile contro il padre e il fratello e divenne pascià di Libia. Si alleò con Napoleone e sconfisse sia gli Inglesi che gli Ottomani. Yusuf rafforzò la flotta libica, che nel 1805 era composta da 24 vascelli ben armati (solo cinque anni prima erano 11).
I Karamanli prosperarono proteggendo le attività dei pirati, che facevano base nel porto di Tripoli, e favorendo attivamente il commercio degli schiavi destinati alle colonie americane.
Con l'indipendenza degli Stati Uniti d'America, le navi americane nel Mediterraneo persero la protezione della Royal Navy e dovettero iniziare a pagare tributi diretti ai pascià di Algeri, Tunisi e Tripoli. Il rifiuto di Jefferson di acconsentire all'innalzamento dei tributi condusse alla Prima guerra barbaresca (1801-1805), durante la quale i marines statunitensi occuparono la città di Derna.
L'attività corsara nel Mediterraneo irritava sempre di più le potenze europee, ed alla fine le pressioni sull'impero ottomano perché abolisse il commercio di schiavi e combattesse la pirateria ebbero effetto: nel 1835 il Sultano della Sublime porta rimosse i Karamanli dall'incarico di suoi rappresentanti, ristabilendo il proprio dominio diretto sulla Libia.
Pochi anni dopo, nel 1843, Muhammad ibn Ali al-Sanusi, fondatore dell'importante movimento religioso dei Senussi, si stabilì in Cirenaica e fece proseliti in tutta la Libia.

## Colonia italiana
1912 - Dall'Impero Ottomano - In seguito al Trattato di Losanna
     1919 - Dall'Algeria Francese e dall'Africa Occidentale Francese - In seguito al Trattato di Versailles
     1923 - De jure dall'Impero Ottomano - In seguito al Trattato di Losanna - 1931 - De facto dai Senussi - In seguito alla Conquista italiana di Cufra
     1926 - Dall'Egitto - In compensazione alla partecipazione nella Prima Guerra Mondiale
     1934 - Dal Sudan Anglo-Egiziano - In compensazione alla partecipazione nella Prima Guerra Mondiale
     1935 - Dall'Africa equatoriale francese - Secondo l'Accordo franco-italiano in compensazione alla partecipazione nella Prima Guerra Mondiale - non ratificato

Consolidamento territoriale della Libia durante l'occupazione italiana:
1912 - Dall'Impero Ottomano - In seguito al Trattato di Losanna
1919 - Dall'Algeria Francese e dall'Africa Occidentale Francese - In seguito al Trattato di Versailles
1923 - De jure dall'Impero Ottomano - In seguito al Trattato di Losanna - 1931 - De facto dai Senussi - In seguito alla Conquista italiana di Cufra
1926 - Dall'Egitto - In compensazione alla partecipazione nella Prima Guerra Mondiale
1934 - Dal Sudan Anglo-Egiziano - In compensazione alla partecipazione nella Prima Guerra Mondiale
1935 - Dall'Africa equatoriale francese - Secondo l'Accordo franco-italiano in compensazione alla partecipazione nella Prima Guerra Mondiale - non ratificato

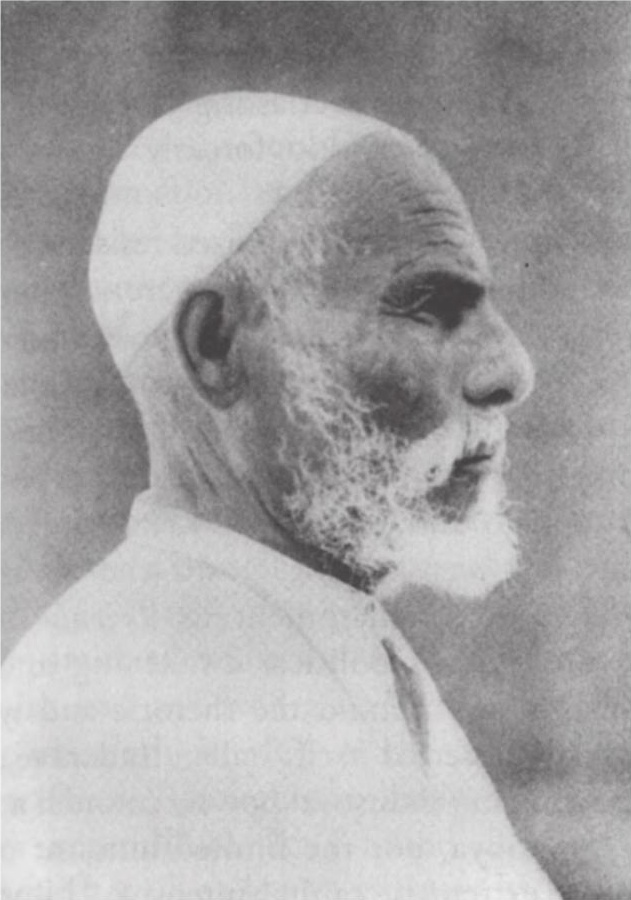
Omar al-Mukhtar, capo della resistenza libica

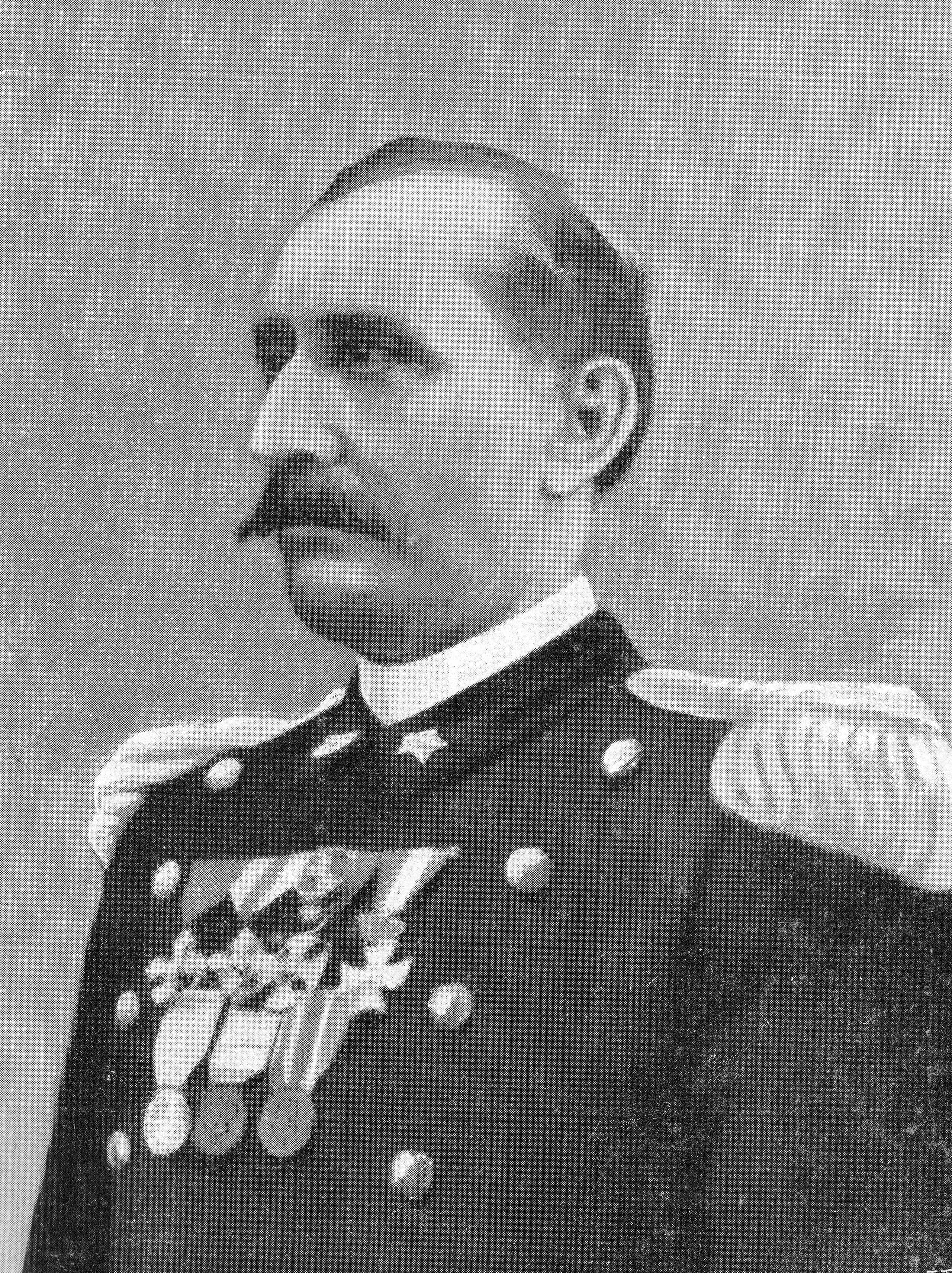
Giovanni Battista Ameglio, governatore della Cirenaica dal 1913 al 1918

La colonizzazione italiana della Libia si deve soprattutto a Giovanni Giolitti, allora primo ministro italiano che, nonostante avesse poca simpatia per le imprese coloniali fu spinto a conquistare la Libia dalle pressioni dei fabbricanti d'armi, dai gruppi finanziari che avevano investito in Libia e dai nazionalisti. Dato che la Libia era allora colonia dell'Impero ottomano, l'Italia dovette dichiarare guerra a questo impero inviando a Tripoli contro l'Impero Ottomano 1732 marinai al comando del capitano Umberto Cagni, seguiti da una fanteria di 100.000 soldati
La guerra italo-turca ebbe inizio il 5 ottobre 1911 e durò un anno. Le città lungo la costa furono facilmente conquistate, mentre i villaggi arabi interni, sotto la protezione dei turchi furono più difficili; per costringere la Turchia alla resa gli italiani conquistarono Rodi e le isole del Dodecaneso. Il 18 ottobre 1912 la Turchia dovette accettare la pace di Losanna (o di Ouchy) e la Libia divenne colonia italiana, anche se solo la Tripolitania era effettivamente controllata dal Regio esercito italiano.
Il 23 ottobre 1911, nel corso della battaglia di Sciara Sciatt per la conquista di Tripoli, due compagnie di bersaglieri italiani, composte da circa 290 uomini, furono accerchiate e, dopo la resa, annientate nei pressi del cimitero di Rebab dai militari ottomani e irregolari libici. Quando i bersaglieri riconquistarono l'area del cimitero scoprirono che quasi tutti i prigionieri erano stati trucidati. Secondo la relazione ufficiale italiana "molti erano stati accecati, decapitati, crocifissi, sviscerati, bruciati vivi o tagliati a pezzi". Analogo resoconto fu fatto dal giornalista italo-argentino Enzo D'Armesano che era inviato sul posto per il quotidiano argentino La Prensa. Nella repressione che seguì, furono uccisi almeno un migliaio di libici e si dispose la deportazione in Italia dei “rivoltosi” arrestati. L'operazione riguardò circa quattromila libici, che furono trasferiti nelle colonie penitenziarie delle Isole Tremiti, di Ustica, Gaeta, Ponza, Caserta e Favignana. Gli scarsi dati rimasti rilevano che, per le pessime condizioni igieniche e lo scarso cibo, alla data del 10 giugno 1912, alle Tremiti, erano già deceduti 437 reclusi, cioè il 31% del totale. A Ustica, nel solo 1911, ne morirono 69; a Gaeta e Ponza, nei primi sette mesi del 1912, altri 75. Nel corso del 1912, furono rimpatriati 917 libici, ma le deportazioni continuarono, con punte notevoli intorno al 1915.
Già subito dopo la conquista della costa, l'esercito italiano si scontrò con la guerriglia nel Fezzan e per vent'anni dovette combattere la resistenza organizzata dai Senussi (Omar al-Mukhtar, Idris di Cirenaica, Enver Pascià, Aziz Bey). Questo periodo di lotta tra italiani e libici per il possesso della Libia è passato alla storia come "Riconquista". Nel loro complesso i diversi conflitti italo-libici e l'occupazione italiana costarono la vita ad un ottavo della popolazione libica (circa centomila cittadini libici). Nel 1930 furono eseguite diverse deportazioni delle tribù che abitavano il Gebel cirenaico e la chiusura delle zāwiya (centri di raduno mistici senussiti ma soprattutto centri politici ed economici dell'ordine).
La morte del capo della guerriglia libica Omar al-Mukhtar, nel settembre 1931, comportò la pacificazione. La conquista italiana costò alla Libia pesanti perdite umane e materiali, causando decine di migliaia di morti e sconvolgendo l'arretrata organizzazione sociale ed economica tradizionale.
Sotto l'impulso del fascismo, negli anni trenta, il completo controllo di tutto il territorio libico consentì un afflusso e insediamento di coloni provenienti in particolare da Veneto, Sicilia, Calabria e Basilicata. Nel 1939 gli italiani erano il 13% della popolazione.

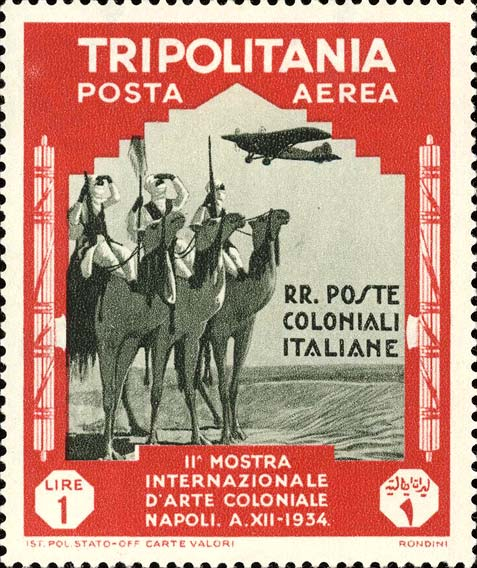
Francobollo italiano emesso in Tripolitania promuovente la II mostra internazionale di arte coloniale a Napoli, 1934

Nel 1934 con l'unione della Tripolitania e della Cirenaica venne proclamato la nascita della Libia italiana; successivamente i cittadini africani poterono godere dello status di "cittadini italiani libici" con tutti i diritti che ne conseguirono. Mussolini dopo il 1934 iniziò una politica favorevole agli arabi libici, chiamandoli "Musulmani Italiani della Quarta Sponda d'Italia" e costruendo villaggi (con moschee, scuole ed ospedali) ad essi destinati.
- Provincia di Tripoli, capoluogo Tripoli.
- Provincia di Bengasi, capoluogo Bengasi.
- Provincia di Derna, capoluogo Derna.
- Provincia di Misurata, capoluogo Misurata.
- Territorio Militare del Sud, capoluogo Hun (sede di un comando militare che aveva il compito di governare il Sahara libico).

L'immigrazione italiana cessò quasi del tutto nel 1940, con l'ingresso dell'Italia nella seconda guerra mondiale, e si concluse nel gennaio 1943, quando la Libia venne occupata dalle truppe degli Alleati, anche se gran parte degli italiani rimasero in Libia.

## Indipendenza del Regno Unito di Libia

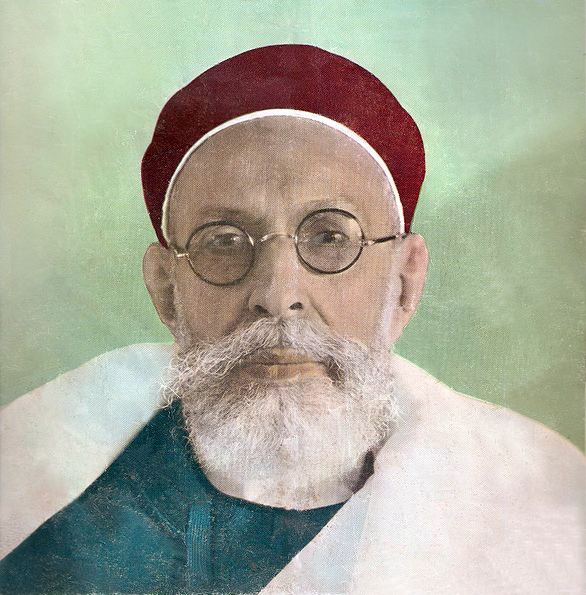
Re Idris I di Libia

Bandiera del Regno Unito di Libia

Nel Trattato di Pace del 1947 l'Italia dovette lasciare libere dalla sua occupazione coloniale tutte le sue colonie, compresa la Libia. Vi fu comunque nel 1946 un vano tentativo di mantenere la Tripolitania come colonia italiana assegnando la Cirenaica alla Gran Bretagna ed il Fezzan alla Francia; fino al 1951 la Gran Bretagna amministra Tripolitania e Cirenaica, e la Francia il Fezzan, in gestione fiduciaria delle Nazioni Unite, mentre la Striscia di Aozou (ottenuta da Mussolini nel 1935) viene riconsegnata alla colonia francese del Ciad. Per gli Italiani della Libia iniziò nel secondo dopoguerra un difficile periodo, contrassegnato dall'emigrazione.
Preceduta da una favorevole risoluzione delle Nazioni Unite (21 novembre 1949), dalla prima Assemblea nazionale (25 novembre 1950) e dall'emanazione della costituzione (7 ottobre 1951), il 24 dicembre 1951 la Libia dichiara l'indipendenza come Regno Unito di Libia, monarchia ereditaria e costituzionale (parlamentare) sotto re Idris I, già Califfo di Cirenaica e Tripolitania, capo dei musulmani Senussi, e rappresentante della Libia ai negoziati delle Nazioni Unite. A Idris venne offerta la corona dai rappresentanti delle tre regioni (Cirenaica, Tripolitania e Fezzan).
In conformità con la Costituzione, il nuovo Stato aveva un governo federale con i tre Stati della Cirenaica, Tripolitania e Fezzan autonomi. Il regno aveva anche due città-capitale, Tripoli e Bengasi.
La Libia entra nella Lega Araba il 28 marzo 1953 e nell'ONU il 14 dicembre 1955. Nel quarto anniversario dell'indipendenza (1955) apre la prima università.
Dopo l'indipendenza la Libia ha dovuto affrontare una serie di problemi. Non ci sono scuole nel paese e appena sedici laureati. È stato inoltre stimato che solo 250.000 libici erano in grado di leggere e scrivere, e che il 10% della popolazione soffriva di cecità, con malattie come il tracoma, che erano molto diffuse. Alla luce di questi problemi la Gran Bretagna fornì un numero di dipendenti pubblici per il governo.
Nel mese di aprile del 1955 il paese iniziò l'esplorazione petrolifera, e scoprendo per la prima volta i giacimenti nel 1959. Le prime esportazioni cominciarono nel 1963 contribuendo a trasformare l'economia libica.
Il 25 aprile dello stesso anno il sistema di governo federale fu abolito e in linea con questo il nome del paese fu modificato in Regno di Libia a riflettere le modifiche costituzionali.

## Il regime di Gheddafi

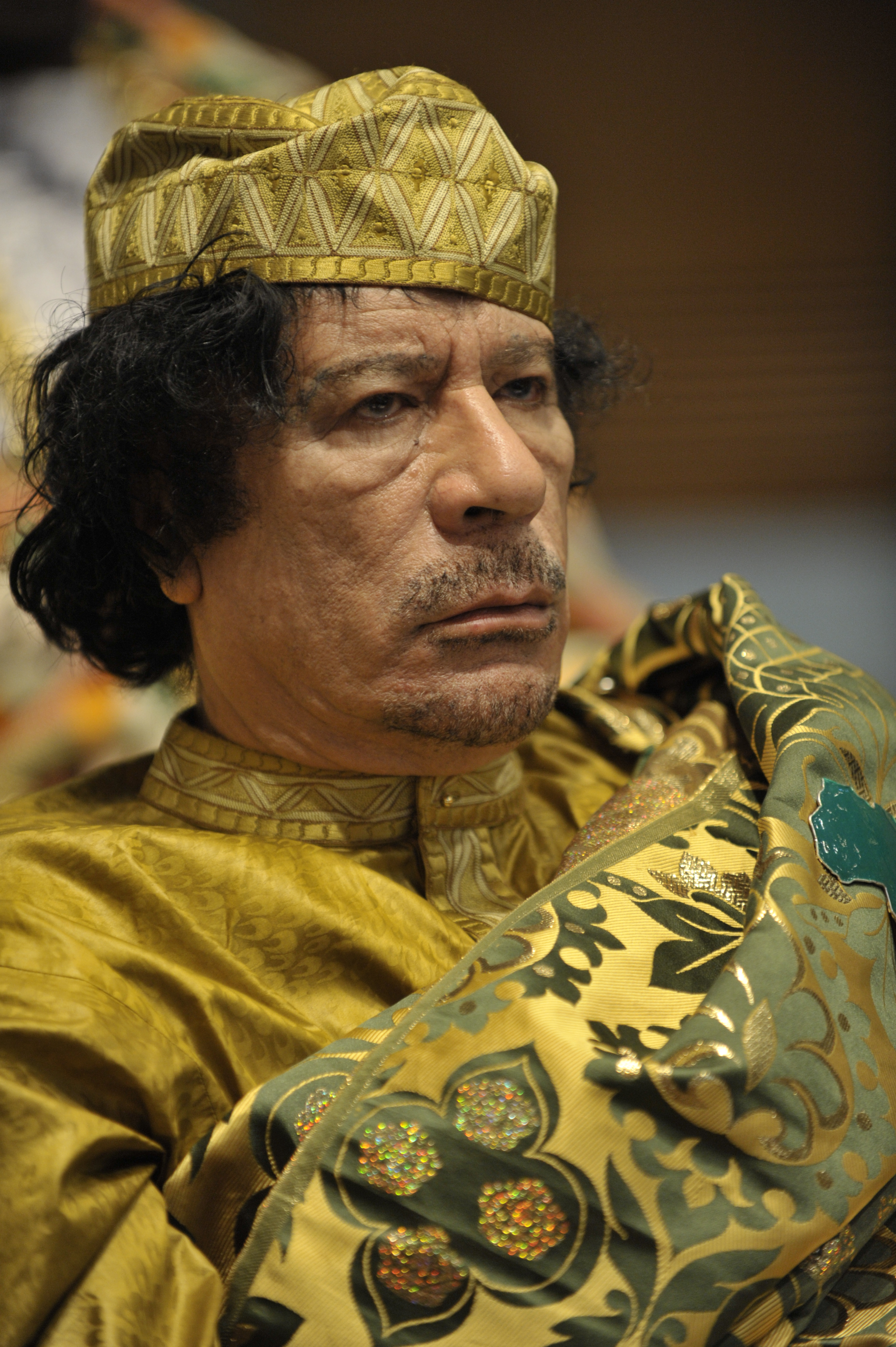
Muʿammar Gheddafi nel 2009

Bandiera della Repubblica Araba di Libia (1969-1977)

Bandiera della Giamahiria Araba Libica (1977-2011)

Il 1º settembre 1969 ha successo un colpo di Stato incruento contro re Idris (considerato troppo servile verso USA e Francia), ordito da giovani ufficiali nasseristi mentre il re era in Turchia per delle cure mediche. I rivoluzionari arrestarono il capo di stato maggiore dell'esercito e il capo della sicurezza del regno. Dopo aver saputo del golpe, re Idris lo respinse, definendolo "irrilevante", mentre il principe ereditario Hasan-Senussi annunciò il suo sostegno (forzato) per il nuovo regime, dopo essere stato re per meno di poche ore.

### Primi provvedimenti: nazionalizzazioni ed espulsione degli italo-libici
Dopo il rovesciamento della monarchia, il paese fu ribattezzato "Repubblica araba di Libia"; il governo provvisorio è presieduto da Muʿammar el-Gheddāfī. Il nuovo governo nazionalizza tutte le imprese di estrazione petrolifera e in generale le grandi imprese, nonché tutti i possedimenti italiani in Libia. Gheddafi chiuse inoltre le basi militari statunitensi e britanniche, in special modo la base "Wheelus", ridenominata 'Uqba ibn Nafi'.
Fra le primissime iniziative del governo di Gheddafi vi fu l'adozione di misure sempre più restrittive nei confronti dei circa 35.000 italo-libici che ancora vivevano nella ex colonia, culminate col decreto di confisca del 21 luglio 1970 emanato per "restituire al popolo libico le ricchezze dei suoi figli e dei suoi avi usurpate dagli oppressori". Gli italiani furono privati di ogni loro bene, compresi i contributi assistenziali versati all'INPS e da questo trasferiti in base all'accordo del 1957 all'istituto libico corrispondente, e furono sottoposti a progressive restrizioni finché furono costretti a lasciare il Paese entro il 15 ottobre del 1970. Dal 1970 al 2008, ogni 7 ottobre, in Libia si celebrò il “giorno della vendetta”, in ricordo del sequestro di tutti i beni e dell'espulsione di 20.000 coloni italiani.

### Politica estera
In politica estera, la Libia rivoluzionaria appoggia i movimenti di liberazione nazionale, primo fra tutti l'OLP di Yasser Arafat nella sua lotta contro Israele, e in genere i governi dei paesi arabi e islamici ostili alla presenza occidentale rendendosi popolare, più che presso i governi arabi, in Africa.
Volendosi erede di Nasser, tra il 1971 e il 1977 Gheddafi partecipa al tentativo di fondare una Federazione delle Repubbliche Arabe con Egitto e Siria. In seguito tenterà senza successo di creare federazioni con Tunisia (1974), Ciad (1981) e Marocco (1984). Gheddafi espliciterà la sua filosofia politica nel Libro verde, pubblicato in tre volumi tra il 1975 e il 1979 anche a fini di propaganda internazionale. La Jamāhīriyya sarà proclamata il 2 marzo 1977. Tra il 1973 e il 1987 la Libia è coinvolta in un conflitto di frontiera con il Ciad per la striscia di Aozou, ricca di risorse minerarie; la contesa sarà risolta pacificamente nel 1994.
Sempre in questo periodo, e per molti anni, Gheddafi fu uno dei pochi leader internazionali che continuarono a sostenere i dittatori Idi Amin Dada e Bokassa (quest'ultimo però soltanto nel periodo in cui si dichiarò islamico).
Dal 16 gennaio 1970 al 16 luglio 1972 fu anche, ad interim, primo ministro della Libia prima di lasciare il posto a ʿAbd al-Salām Jallūd. Nel 1977, grazie ai maggiori introiti derivanti dal petrolio, Gheddafi poté dotare la sua nazione di nuove strade, ospedali, acquedotti ed industrie. Sull'onda della popolarità, nel 1979 rinunciò a ogni carica politica, pur rimanendo l'unico leader del paese con l'appellativo di "guida della rivoluzione".

### Il sostegno della Libia al terrorismo internazionale negli anni '80
Gheddafi ebbe una svolta politica negli anni ottanta: la sua indole anti-israeliana e anti-americana lo portò a sostenere gruppi terroristi, quali per esempio l'irlandese IRA e il palestinese Settembre Nero. Fu anche accusato dall'intelligence statunitense, di aver organizzato degli attentati in Sicilia, Scozia e Francia, ma egli si dichiarò sempre innocente. Si rese anche responsabile del lancio di un missile contro le coste siciliane, fortunatamente senza danni.
Gli Stati Uniti, sotto la presidenza di Ronald Reagan (1981-1988), tentano di rovesciare la Jamāhīriyya, guadagnando il sostegno della Gran Bretagna, ma assai meno di altri paesi europei. Divenuto il nemico numero uno degli Stati Uniti d'America, Gheddafi fu progressivamente emarginato dalla NATO. Inoltre, il 15 aprile 1986, Gheddafi fu attaccato militarmente per volere del presidente statunitense Ronald Reagan: il massiccio bombardamento ferì mortalmente la figlia adottiva di Gheddafi, ma lasciò indenne il colonnello, che era stato avvertito del bombardamento da Bettino Craxi, allora Presidente del Consiglio in Italia.
Nel 1986, dopo la crisi politica tra Stati Uniti e Libia, il numero degli italiani si ridusse ancora di più, raggiungendo il minimo storico di 1.500 persone, cioè meno dello 0,1% della popolazione.
Il 21 dicembre del 1988 esplodeva un aereo passeggeri sopra la cittadina scozzese di Lockerbie: perirono tutte le 259 persone a bordo oltre a 11 cittadini di Lockerbie.
L'ONU attribuì alla Libia la responsabilità di questo attentato aereo e chiese al governo di Tripoli l'arresto di due suoi cittadini accusati di esservi direttamente coinvolti. Al netto e insindacabile rifiuto di Gheddafi, le Nazioni Unite approvarono la Risoluzione 748/92, che sanciva un pesante embargo economico contro la Libia, la cui economia era già in fase calante.
L'attentato porta all'embargo ONU contro la Libia (15 aprile 1992) finché essa non consegnerà gli imputati (5 aprile 1999) e non accetterà la responsabilità civile verso le vittime (2003).
Nel 1999 Tripoli consegnò i sospettati di Lockerbie: Abdelbaset ali Mohamed al-Megrahi fu condannato all'ergastolo nel gennaio 2001 da una corte scozzese, mentre Al Amin Khalifa Fhimah fu assolto.

### La fine dell'isolamento internazionale dagli anni '90

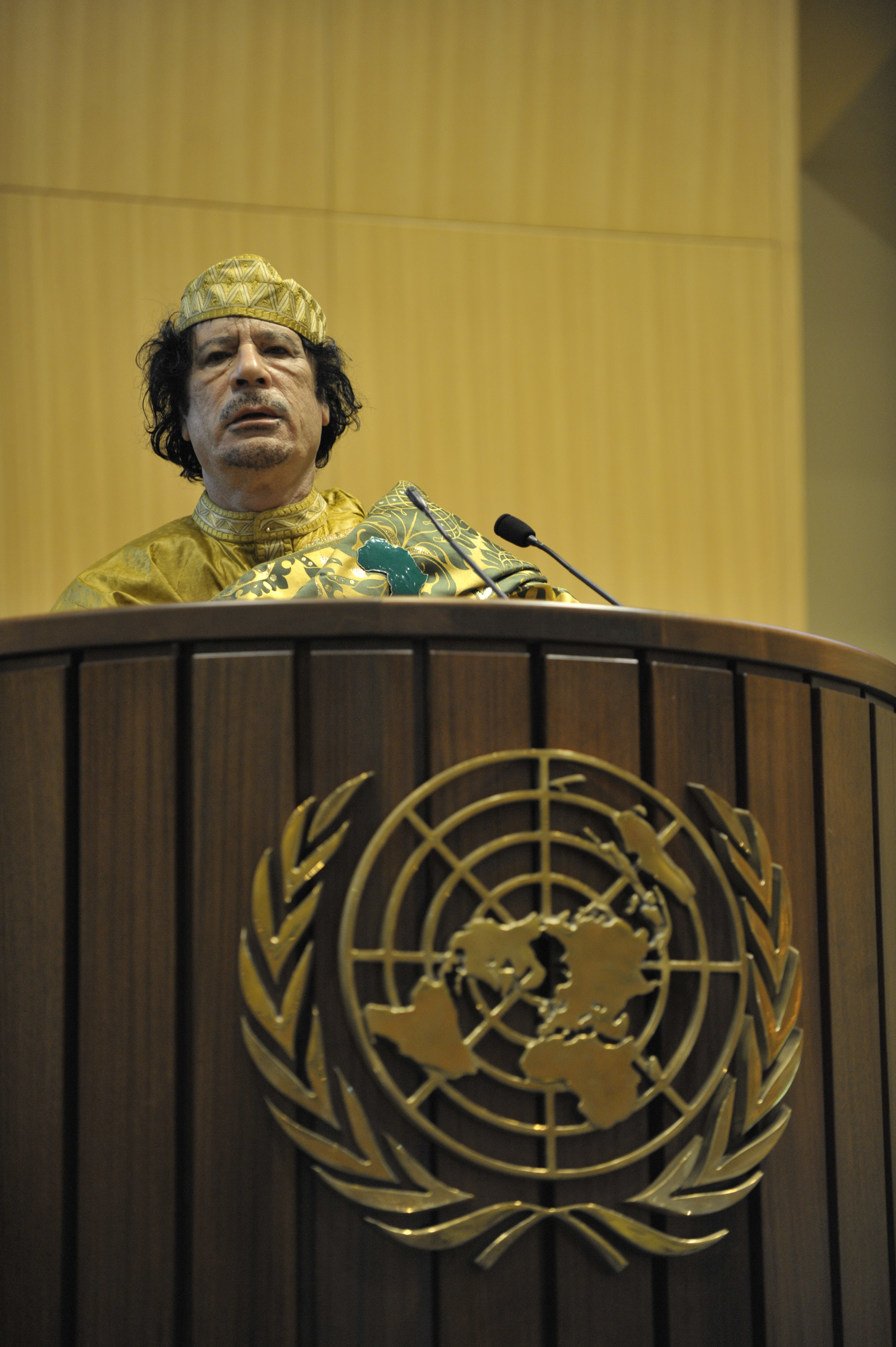
Gheddafi parla come Presidente dell'Unione Africana nel palazzo ONU di Addis Abeba alla sua elezione nel febbraio 2009

Recentemente Gheddafi ha cambiato registro per ciò che concerne la politica estera: condannò l'invasione dell'Iraq ai danni del Kuwait del 1990 e successivamente sostenne le trattative di pace tra Etiopia ed Eritrea. Quando anche Nelson Mandela fece appello alla "Comunità Internazionale", a fronte della disponibilità libica di lasciar sottoporre a giudizio gli imputati libici della strage di Lockerbie e al conseguente pagamento dei danni provocati alle vittime, l'ONU decise di ritirare l'embargo alla Libia (primavera del 1999).
Il figlio secondogenito del colonnello, ovvero Sayf al-Islam Gheddafi, è stato designato dal padre come erede alla presidenza nel 1995.
Dal 1999, prima degli attentati dell'11 settembre, la Libia si oppone ad al-Qa'ida e questo, assieme alla collaborazione con le agenzie internazionali (dal 2003) per il controllo del suo programma di mezzi di distruzione di massa, ha favorito il riavvicinamento con l'Occidente. Il 15 maggio 2006 gli Stati Uniti hanno riallacciato le relazioni diplomatiche interrotte 25 anni prima.
Nei primi anni duemila, gli ultimi sviluppi della politica libica di Gheddafi hanno portato ad un riavvicinamento agli USA e alle democrazie europee, con un parallelo allontanamento dall'integralismo islamico. Grazie a questi passi l'allora presidente statunitense George W. Bush decise di togliere la Libia dalla lista degli Stati Canaglia, portando al ristabilimento di pieni rapporti diplomatici tra Libia e Stati Uniti.
Musa Mohamed Kusa, capo dell'intelligence esterna dal 1994 e, dopo l'11 settembre 2001, il principale artefice, insieme al Vice Ministro degli Esteri, Al-Obeidi, della normalizzazione delle relazioni della Libia con i Paesi occidentali, è stato dal 2009 al 30 marzo 2011 Ministro degli Esteri.
Nel 2004, il Mossad, CIA e Sismi individuarono una nave che trasportava la prova che Gheddafi possedesse un arsenale di armi di distruzione di massa. Invece di rendere pubblica la scoperta e sollevare uno scandalo, Stati Uniti ed Italia posero a Gheddafi un ultimatum che questi accettò.
A partire dal 2008, Tripoli ha annunciato numerose innovazioni legislative (riforma del codice penale, della procedura penale, restituzione dei beni espropriati dopo la Rivoluzione, abolizione della pena di morte), senza tuttavia che queste giungessero ad approvazione. Uno dei pochi sviluppi positivi è stato rappresentato dall'abolizione dei tribunali "speciali".
A partire dal 2008 le relazioni della Libia con i paesi europei, e in particolare con la Svizzera, hanno conosciuto una crescente tensione. In seguito all'arresto a Ginevra del figlio di Gheddafi, Hannibal, nel luglio del 2008, per violenze contro due domestici, la Jamahiriya ha accusato di attività economiche illecite e soggiorno illegale due uomini d'affari elvetici. Dopo un primo arresto, i due sono stati rilasciati in attesa dei rispettivi processi e si sono rifugiati nella loro ambasciata per circa un anno e mezzo. In seguito, agli inizi del 2010, la Svizzera ha stilato un elenco di 187 cittadini libici, tra i quali figura lo stesso "leader della rivoluzione" e tutta la sua famiglia, ai quali viene preclusa l'entrata nello Spazio Schengen, del quale Berna fa parte. Come ritorsione, il paese africano ha vietato l'ingresso a tutti i cittadini svizzeri e di paesi della zona Schengen.
Il 30 agosto 2008 Gheddafi e Berlusconi hanno firmato un Trattato di Amicizia e Cooperazione, nella città di Bengasi (Trattato di Bengasi).
Il trattato è stato ratificato dall'Italia il 6 febbraio 2009 e dalla Libia il 2 marzo, durante una visita di Berlusconi a Tripoli
In base al trattato di Bengasi, l'Italia pagherà 5 miliardi di dollari alla Libia come compensazione per l'occupazione militare. In cambio, la Libia prenderà misure per combattere l'immigrazione clandestina dalle sue coste, e favorirà gli investimenti nelle aziende italiane.
Nel giugno 2009 Gheddafi ha compiuto la sua prima visita a Roma. Gheddafi ha soggiornato tre giorni in Italia, seppur fra molte polemiche e contestazioni. Nell'agosto 2009 Berlusconi ha visitato nuovamente Tripoli per il primo anniversario del Trattato di Amicizia.
Dal febbraio 2009 al gennaio 2010, Gheddafi è stato eletto come presidente di turno dell'Unione Africana. In tale veste ha preso parte al G8 dell'Aquila del luglio 2009.

## La guerra civile libica

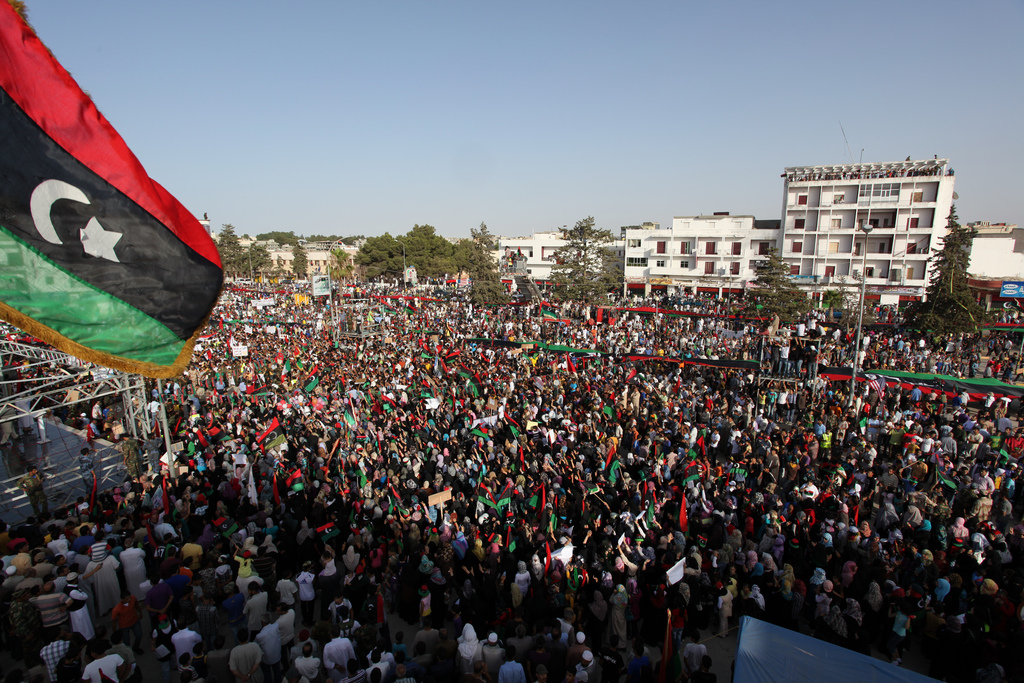
Manifestazioni a Bayda il 22 luglio 2011

Nel 2011 si è aperto un conflitto tra le forze di Muʿammar Gheddafi e le forze ribelli che puntano alla caduta del regime in favore di una repubblica democratica. La ribellione, capeggiata da un governo ad interim di unità nazionale, è stata appoggiata da un intervento militare internazionale sotto l'egida dell'ONU - autorizzato dalla risoluzione 1973 del Consiglio di sicurezza - volto a porre freno all'uccisione di civili da parte dell'esercito libico.
Mu'ammar Gheddafi, dittatore della Libia per 42 anni, è stato ucciso la mattina di giovedì 20 ottobre 2011 nei dintorni di Sirte dai guerriglieri della rivoluzione. La notizia viene confermata dal primo ministro del Consiglio nazionale di transizione libico (Cnt), Mahmoud Jibril. Che commenta: «Aspettavamo da tempo questo momento». E proclama: «È tempo di dare vita a una nuova Libia unita, un popolo e un futuro». Il cadavere di Gheddafi è stato portato a Misurata, dove è stato sepolto in un luogo segreto.

### Fonti primarie
- Cassio Dione Cocceiano, Storia romana.
- Historia Augusta, Probo.
- Notitia Dignitatum, Oriente, I e XXXI.

### Fonti storiografiche moderne
- C.Daniels, Africa, in Il mondo di Roma imperiale: la formazione, Bari, 1989.
- Giuseppe Ignazio Luzzatto, Roma e le province. I. Organizzazione, economia, società (Storia di Roma, XVII), Bologna 1985, pp. 146–158.
- Gabriella Ottone (a cura di), Libyka. Testimonianze e frammenti, Tivoli, Tored, 2002.
- Sergio Rinaldi Tufi, Archeologia delle province romane, Roma, Carocci, 2007.